# Forces terrestres de la république de Croatie
Les Forces terrestres de la république de Croatie ou « Armée de terre croate » (croate : Hrvatska kopnena vojska), communément appelée « Armée croate » (Hrvatska vojska) est un des grands corps des Forces armées de la république de Croatie. Elle est l'héritière de la Garde nationale croate, dissoute le 3 novembre 1991.
Son rôle fondamental et son but est de protéger et promouvoir les intérêts nationaux de la République de la Croatie, défendre la souveraineté et l'intégrité territoriale de l'État.
L'Armée croate participe donc aux opérations de guerre, en combattant essentiellement sur terre, mais aussi sur les frontières littorales et sur les îles.
Les missions fondamentales de l'Armée croate sont :
- le maintien au niveau optimal du niveau de préparation des forces de combat et de secours ;
- s'assurer du développement des Forces armées en temps de guerre ;
- combattre les forces principales de l'agresseur en dirigeant les opérations stratégiques, les combats aériens et les attaques amphibies ;
- prévenir, en coopération avec les autres grands corps d'armée, l'entrée de l'agresseur à l'intérieur du territoire afin de préserver son intégrité ;
- l'élaboration et le développement des moyens d'interventions pour répondre aux demandes d'actions non conventionnelles et qui sont du ressort de l'Armée croate.

## Structure
- Commandement armé
- Unités de sous-personnel
- 3e corps d'armée
- 4e corps d'armée
- Préparation et entrainement commando

## Unités militaires
- Brigades de garde
- Brigades
- Bataillons
- Bataillons militaires de police

## Armements et équipements
Ils proviennent d'achats faits à l'étranger durant la Guerre de Croatie, d'armes issues des stocks de l'Armée de la République démocratique allemande acquises à la même époque, ou d'armements purement croates adoptés pour remplacer ceux ayant appartenu à la Armée populaire yougoslave.
- Armes d'infanterie
  - HS 2000 : pistolet 9 mm Parabellum (20 000)  Croatie
  - HS Produkt VHS - FA 5,56 mm NATO - l'arme principale de l'infanterie croate
  - HK G36 : FA 5,56 mm NATO  (550+ commande pour les soldats appartenant au dispositif de l'ISAF en Afghanistan)  Allemagne
  - Ero/Mini-Ero : pistolet-mitrailleur 9 mm Parabellum, copie conformes de l'Uzi - (2500)  Croatie
  - Browning M2 (550+)  États-Unis
  - Zastava M84 (1400)  Yougoslavie
  - HK21 - une mitrailleuse polyvalente
  - FN MAG : mitrailleuse (400)  Belgique
  - RBG-6 : lance-grenades 40x46 mm (MGL)(160) Croatie
  - HK417
  - Sako TRG
  - MACS M3 SNIPING RIFLE (en) : fusil de précision gros calibre (240)  Croatie
  - RT-20 (en) : Fusil de précision gros calibre (80)  Croatie
  - FN F2000 : FA 5,56 mm NATO pour les forces spéciales seulement (100)  Belgique
- Armes antichar
  - M79 Osa
  - Spike
  - RPG-7

| Équipement                              | Équipement      | Équipement       | Équipement       | Équipement        |
| Type                                    | Modèle          | Origine          | Quantité en 2025 | Commentaires      |
| --------------------------------------- | --------------- | ---------------- | ---------------- | ----------------- |
| Char de combat principal                | M-84            | Yougoslavie      | 74               |                   |
| Véhicule de combat d'infanterie         | M2A2 Bradley    | États-Unis       | 22               |                   |
| Véhicule de combat d'infanterie         | M-80            | Yougoslavie      | 100              |                   |
| Véhicule blindé de transport de troupes | BTR-50          | Union soviétique | 7                |                   |
| Véhicule blindé de transport de troupes | OT M-60         | Yougoslavie      | 4                |                   |
| Véhicule blindé de transport de troupes | Patria AMV      | Finlande         | 126              |                   |
| MRAP                                    | Maxxpro Plus    | États-Unis       | 21               |                   |
| MRAP                                    | RG-33 HAGA (en) | Afrique du Sud   | 20               | Version ambulance |
| Véhicule de mobilité d'infanterie       | IVECO LMV       | Italie           | 10               |                   |
| Véhicule de mobilité d'infanterie       | M-ATV           | États-Unis       | 53               |                   |
| Véhicule anti-chars                     | BOV-1 (en)      | Yougoslavie      | 20               | 6x Malioutka      |
| Obusier automoteur                      | 2S1 Gvozdika    | Union soviétique | 8                | 122 mm            |
| Obusier automoteur                      | PzH 2000        | Allemagne        | 13               | 155 mm            |
| Obusier                                 | D-30            | Union soviétique | 27               | 122 mm            |
| Lance roquettes multiple                | M91 Vulkan      | Yougoslavie      | 6                | 122 mm            |
| Lance roquettes multiple                | BM-21 Grad      | Union soviétique | 21               | 122 mm            |
| Mortier                                 | LMB M96         | France           | 55               | 82 mm             |
| Mortier                                 | UB M52 (en)     | Yougoslavie      | 46               | 120 mm            |
| Missile anti aérien courte portée       | 9K35 Strela     | Union soviétique | 9                |                   |
| Canon anti aérien automoteur            | BOV-3 SP (en)   | Yougoslavie      | 20               | 3x canon de 20 mm |